# Iselica anomala
Iselica anomala är en snäckart som först beskrevs av C. B. Adams 1850.  Iselica anomala ingår i släktet Iselica och familjen Amathinidae. Inga underarter finns listade i Catalogue of Life.